# Puigsec (Lladurs)
Puigsec és una masia situada al poble de Lladurs, al municipi del mateix nom, al Solsonès, documentada des de l'any 1151.